# Сенді Кларк
Сенді Кларк (англ. Sandy Clark, нар. 28 жовтня 1956, Ейрдрі) — шотландський футболіст, що грав на позиції нападника, зокрема, за клуби «Ейрдріоніанс» та «Гартс». Після завершення ігрової кар'єри — тренер.

## Ігрова кар'єра
У дорослому футболі дебютував 1974 року виступами за команду клубу «Ейрдріоніанс» з рідного міста, в якій провів вісім сезонів, взявши участь у 234 матчах чемпіонату.  Більшість часу, проведеного у складі «Ейрдріоніанс», був основним гравцем атакувальної ланки команди. У складі «Ейрдріоніанс» був одним з головних бомбардирів команди, маючи середню результативність на рівні 0,39 гола за гру першості.
Згодом з 1982 по 1984 рік грав у складі команд клубів «Вест Гем Юнайтед» та «Рейнджерс».
Своєю грою за останню команду привернув увагу представників тренерського штабу клубу «Гартс», до складу якого приєднався 1984 року. Відіграв за команду з Единбурга наступні п'ять сезонів своєї ігрової кар'єри. Граючи у складі «Гарт оф Мідлотіан» також здебільшого виходив на поле в основному складі команди.
Протягом 1989—1990 років тренував команди клубу «Партік Тісл», за яку декілька разів виходив на ігрове поле.
Остаточно завершив професійну ігрову кар'єру у клубі «Данфермлін Атлетік», за команду якого провів 3 матчі протягом 1990 року.

## Кар'єра тренера
Маючи досвід тренерської роботи з командою  «Партік Тісл» протягом 1989—1990 років, 1993 року був призначений головним тренером команди «Гартс», тренував команду з Единбурга один рік.
Згодом протягом 1998–2001 років очолював тренерський штаб клубу «Сент-Джонстон», після чого був головним тренером команд  «Гамільтон Академікал» та «Бервік Рейнджерс».
Після деякої перерви у тренерській роботі 2009 року увійшов до тренерського штабу «Абердина», очолюваного Джиммі Калдервудом, наступного року працював з тим же наставником з командою «Кілмарнока».
За два роки, у 2012, розпочав співпрацю з Алланом Джонстоном, був його асистентом у «Квін оф зе Саут», а згодом протягом 2013–2014 років у тому ж «Кілмарноку».
Надалі був асистентом головного тренера в клубах «Альбіон Роверс» і «Данфермлін Атлетік».

## Титули і досягнення
- Володар Кубка шотландської ліги (1):

«Рейнджерс»: 1983-1984